# 尤索·希耶塔宁
尤索·希耶塔宁（芬蘭語：Juuso Hietanen，1985年6月14日—），芬兰男子冰球运动员。他曾代表芬兰参加2014年、2018年和2022年冬季奥林匹克运动会冰球比赛，获得一枚金牌和一枚铜牌。